# WinFS
WinFS, abreviatura de Windows Future Storage, foi um sistema de arquivos que estava sendo desenvolvido pela Microsoft como substituto ao NTFS. O WinFS prometia ser revolucionário pela ideia dele alocar os arquivos sem o uso de pastas ou caminhos de diretório como o famoso C:. Este sistema utiliza noções de bases de dados relacionais para agilizar pesquisas e agrupar arquivos em pastas lógicas. Alguns recursos do WinFS são mostrados em algumas compilações do Longhorn, como novos locais feitos de acordo com o tipo da midia, como um diretório feito especialmente para músicas. Inicialmente anunciado como parte do Windows Vista, devido aos inesperados problemas encontrados no desenvolvimento, foi postergado para um futuro “Service Pack” do sistema operacional. O WinFS deveria ser disponibilizado como um pacote de atualizações para o Windows 7, mas segundo a Microsoft, o Sistema de Arquivos WinFS só seria lançado no Windows 8, em 2012.
Anteriormente à revolução .NET ocorrida na Microsoft, esta tecnologia tinha o nome de Storage+, nome que foi mudado para o atual WinFS. Na sua primeira versão beta (2005) fora do sistema Vienna/Blackcomb, o WinFS parece pouco integrado com o Explorer.
A Microsoft decretou o fim do WinFS em 2010, o revolucionário sistema de arquivos que a empresa pesquisa desde os anos 1990 (então, sob o nome de “Object File System”). E onde estaria a revolução? Na forma como o sistema de arquivos “entende” os dados. O WinFS seria um sistema de arquivos relacional.
Por exemplo: hoje, é fácil procurar por um arquivo com o nome “contatos”. Mas imagine que seja necessário procurar a foto de um contato de e-mail com o qual você se comunicou há cinco semanas, onde ele esteja acompanhado do chefe da empresa que te forneceu parafusos no ano passado.
Até existem programas que permitem coisas similares, mas, estando implementado diretamente no sistema de arquivos, as buscas seriam muito mais rápidas. E isso, sem falar nas outras características bem interessantes.
Talvez esse fato não traga grandes implicações para o usuário final, mas demonstra, novamente, a tática de marketing da Microsoft, anunciando produtos com enorme antecedência e que, nem sempre, “saem do forno”.